# Deuxville
Deuxville est une commune française située dans le département de Meurthe-et-Moselle, en région Grand Est.

## Géographie
Village situé au nord-ouest de Lunéville.
Le territoire de la commune est limitrophe de six communes.
| Maixe     |           | Einville-au-Jard |
| Anthelupt | Deuxville | Bonviller        |
| Vitrimont |           | Lunéville        |

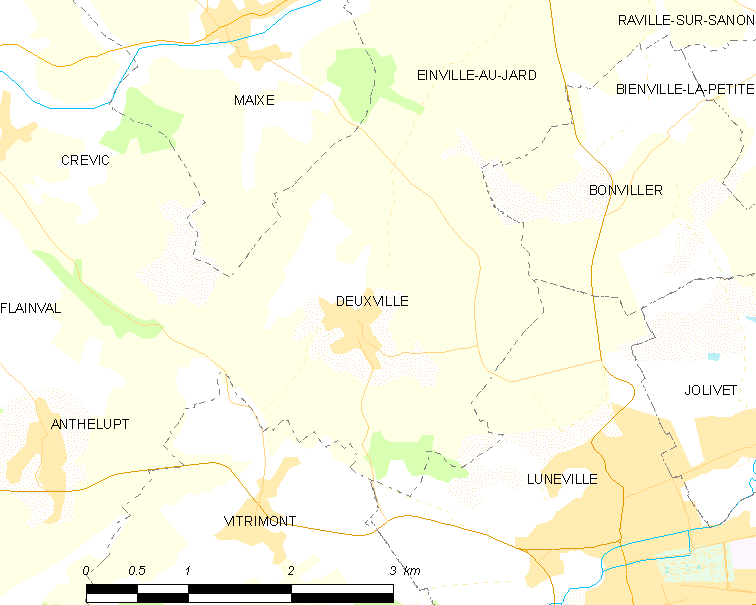
Carte de la commune.
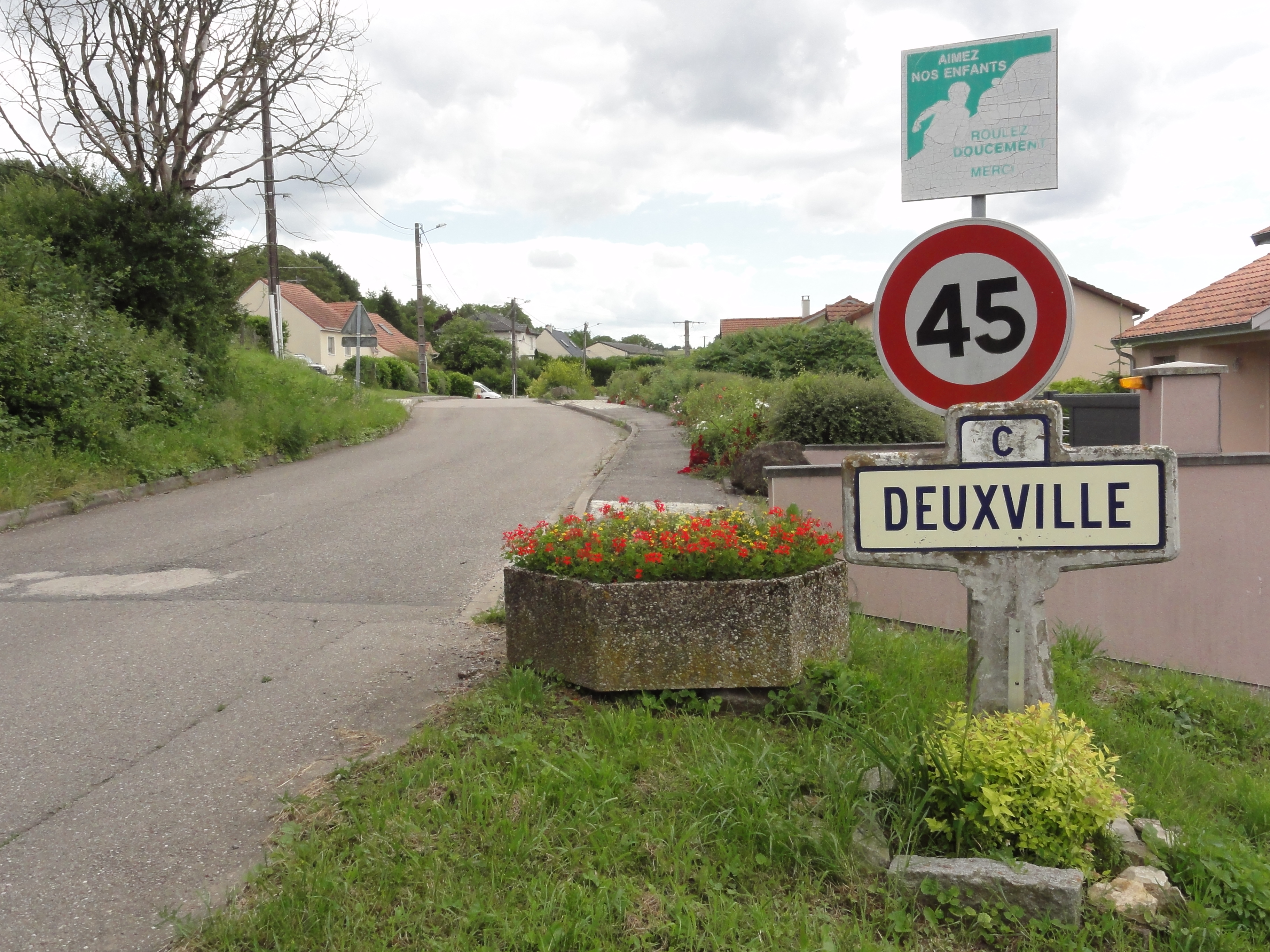
Entrée de Deuxville.

### Hydrographie
La commune est dans le bassin versant du Rhin au sein du bassin Rhin-Meuse. Elle est drainée par le ruisseau de Bussy et le ruisseau de Chasy Ou de Moulnet,.

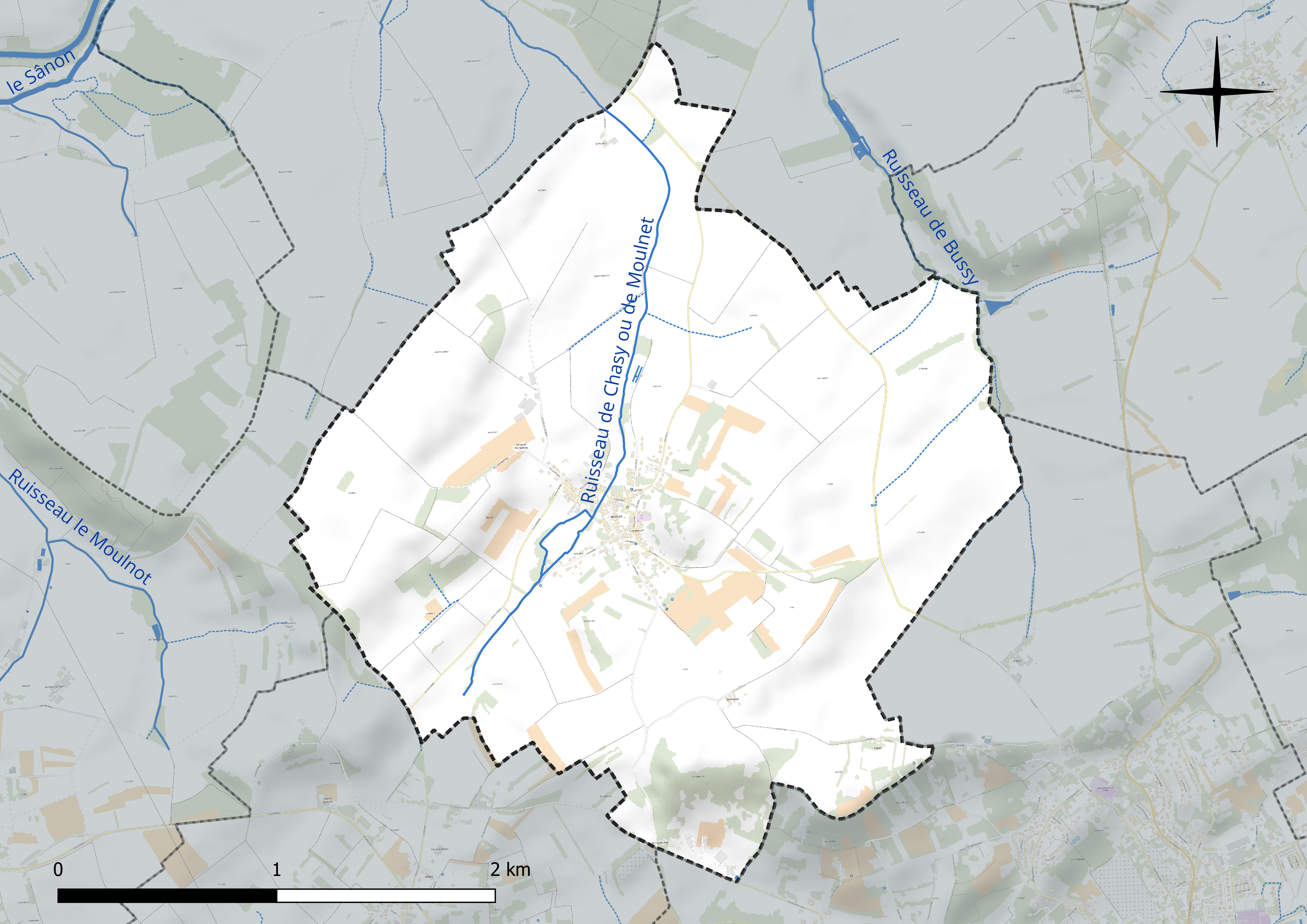
Réseau hydrographique de Deuxville.

### Climat
Pour des articles plus généraux, voir Climat du Grand Est et Climat de Meurthe-et-Moselle.
En 2010, le climat de la commune est de type climat des marges montargnardes, selon une étude du Centre national de la recherche scientifique s'appuyant sur une série de données couvrant la période 1971-2000. En 2020, Météo-France publie une typologie des climats de la France métropolitaine dans laquelle la commune est exposée à un climat semi-continental et est dans la région climatique  Lorraine, plateau de Langres, Morvan, caractérisée par un hiver rude (1,5 °C), des vents modérés et des brouillards fréquents en automne et hiver.
Pour la période 1971-2000, la température annuelle moyenne est de 9,6 °C, avec une amplitude thermique annuelle de 17,1 °C. Le cumul annuel moyen de précipitations est de 813 mm, avec 11,2 jours de précipitations en janvier et 9,9 jours en juillet. Pour la période 1991-2020, la température moyenne annuelle observée sur la station météorologique de Météo-France la plus proche, « Nancy-Essey », sur la commune de Tomblaine à 19 km à vol d'oiseau, est de 11,0 °C et le cumul annuel moyen de précipitations est de 746,3 mm. 
La température maximale relevée sur cette station est de 40,1 °C, atteinte le 24 juillet 2019 ; la température minimale est de −24,8 °C, atteinte le 21 février 1956,,.
Les paramètres climatiques de la commune ont été estimés pour le milieu du siècle (2041-2070) selon différents scénarios d'émission de gaz à effet de serre à partir des nouvelles projections climatiques de référence DRIAS-2020. Ils sont consultables sur un site dédié publié par Météo-France en novembre 2022.

## Urbanisme

### Typologie
Au 1er janvier 2024, Deuxville est catégorisée commune rurale à habitat dispersé, selon la nouvelle grille communale de densité à sept niveaux définie par l'Insee en 2022.
Elle est située hors unité urbaine. Par ailleurs la commune fait partie de l'aire d'attraction de Nancy, dont elle est une commune de la couronne,. Cette aire, qui regroupe 353 communes, est catégorisée dans les aires de 200 000 à moins de 700 000 habitants,.

### Occupation des sols
L'occupation des sols de la commune, telle qu'elle ressort de la base de données européenne d’occupation biophysique des sols Corine Land Cover (CLC), est marquée par l'importance des territoires agricoles (93,7 % en 2018), une proportion sensiblement équivalente à celle de 1990 (93,8 %). La répartition détaillée en 2018 est la suivante : terres arables (73,4 %), prairies (17,6 %), zones urbanisées (3,7 %), forêts (2,7 %), zones agricoles hétérogènes (1,5 %), cultures permanentes (1,2 %). L'évolution de l’occupation des sols de la commune et de ses infrastructures peut être observée sur les différentes représentations cartographiques du territoire : la carte de Cassini (XVIIIe siècle), la carte d'état-major (1820-1866) et les cartes ou photos aériennes de l'IGN pour la période actuelle (1950 à aujourd'hui).

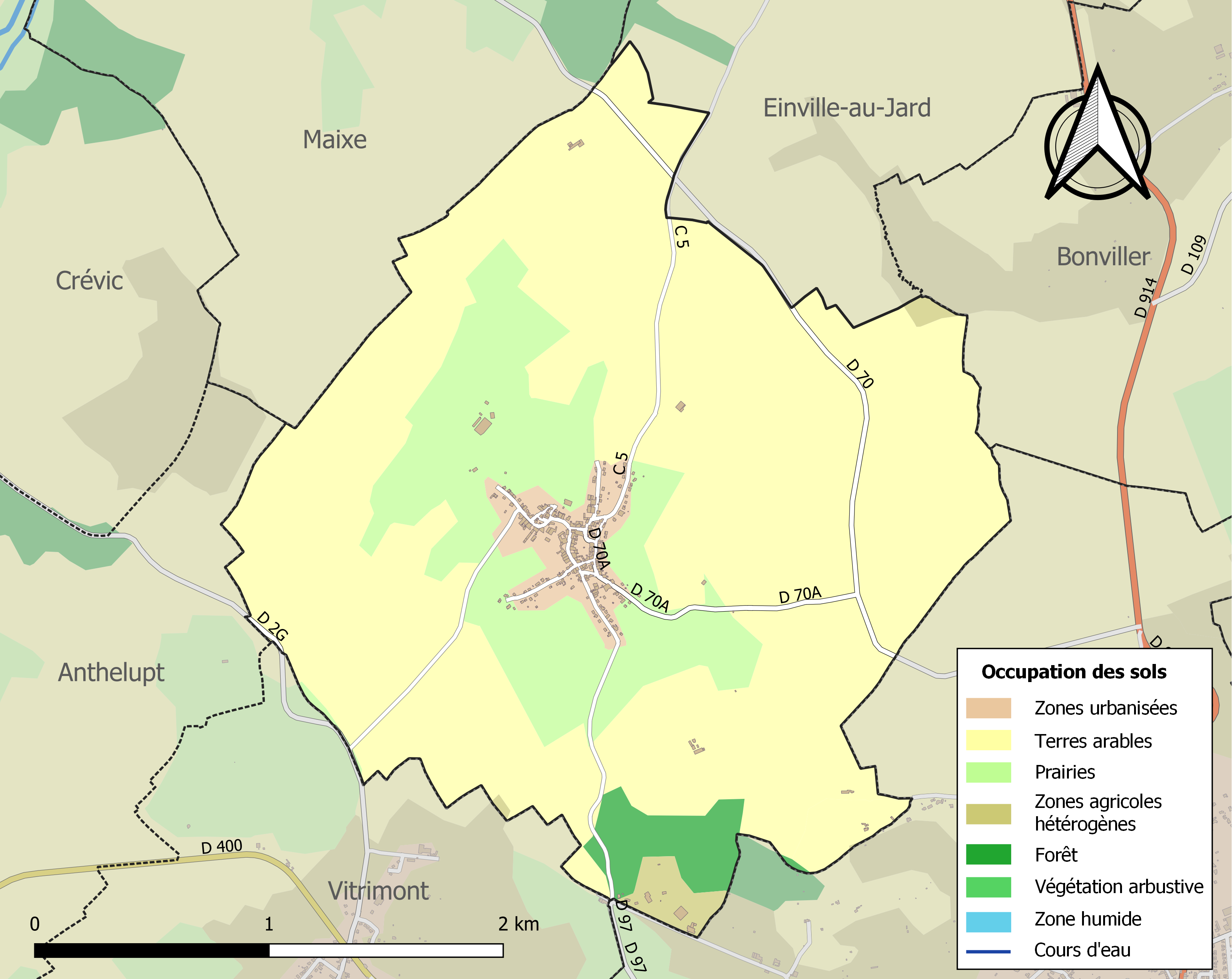
Carte des infrastructures et de l'occupation des sols de la commune en 2018 (CLC).

## Toponymie
Ce village formait autrefois deux paroisses, séparées par un ruisseau : l'une s'appelait Deuxville Notre-Dame ou Notre-Dame de la Outre ; l'autre Deuxville Saint-Epvre,.

Le nom de la localité est attesté sous la forme Apud Deuvile (1147) ; Douville (1347).

De l'oïl deux et villes au sens ancien de « villages », d’où la signification globale de « deux villages » ; le -s final a été supprimé.

## Histoire
Présences gallo-romaine et mérovingienne.
Maison forte mentionnée dès 1310 à la ferme de Saint-Evre à l'emplacement d'un village disparu ; en 1703 il n'en restait que des ruines et Charles-Joseph de Lombillon éleva un nouveau château détruit lors des combats de septembre 1914.
On lit dans les archives de l'abbaye de Clairlieu, année 1384, que cette institution religieuse était obligée de fournir les missels pour l'église de Deuxville. 
Le 14 juin 1477, René II duc de Lorraine donne à Jean Bonnet, l'un de ses médecins et apothicaires, les seigneuries de Maixe et de Deuxville.
Le 17 juin 1506, les frères Jacquot et Philippe de Haraucourt donnent leur dénombrement  au duc de Lorraine pour ce qu'ils possèdent à Deuxville, entre autres lieux.
Le 26 juin 1664, Catherine de Pullenoy épouse de Jean-Claude  de Lavaux, fait ses reprises pour la moitié de la seigneurie de Deuxville.
Le 16 avril 1716, le duc Léopold cède une pièce terre arable sise au ban de Deuxville. 
Dans l'état du temporel des paroisses (1707 ?), il est écrit qu'il existe deux paroisses appelées Deuxville : Deuxville-Notre-dame et Deuxville-Saint-Epvre qui ne forment qu'un seul village et une seule seigneurie. Celle-ci appartient à monsieur de Vitrimont dont les officiers sont compétents pour les affaires de justice de première instance. Les appels vont au bailliage de Nancy.  
En 1842, le conseil municipal vote une somme de 60 francs en faveur de l'extension de la ligne ferroviaire Paris-Strasbourg via Nancy et Lunéville.

### Numismatique
En 1869, Un habitant faisait creuser une cave, Il découvrit alors un vase en terre cuite rempli d'anciennes pièces de monnaies, de Lorraine, de Bourgogne, d'Autriche, de Suisse et de France. Selon les experts de l'époque, ce trésor aurait été caché à la même période que le siège de Lunéville en 1638.

### Intempéries
Un orage violent est relaté en date du Le 21 juillet 1881 sur les communes de Flainval et de Deuxville. Les dégâts sur les récoltes sont très importants. Le 7 juillet 1883, un très important orage de grêle s'est abattu sur la commune et ses environs. Elle a causé des dégâts pour 600 000 francs. Un autre orage de grêle très violent eut leu le 21 août 1917.

### École publique
Le 22 décembre 1882, le Conseil Général de Meurthe-et-Moselle a accordé une subvention de 500 francs à la commune pour la construction d'une école maternelle et a demandé au Ministre de l'instruction publique d'accorder à la même commune la somme de 7655 francs.

### Première Guerre Mondiale
Pendant l'occupation de Lunéville par les troupes allemandes, un acte de barbarie eut lieu le 26 août 1914. Les Allemands avaient arrêté le maire et le curé de Deuville au motif que ce dernier, l'abbé Joseph Thiriet, « avait fait des signes ». Il n'était rien reproché au maire, Jules Bajolet. Arrivé dans le village de Crion, ils furent fusillés sans aucune forme de procès, dans la plus grande indifférence des officiers supérieurs allemands présents.
Le 26 juin 1921, monsieur Dior, ministre du commerce, remet la croix de guerre à la commune de Deuxville.

#### Monument aux morts
Le 5 septembre 1926, l'association « Le Clocheton » a inauguré le monument aux morts de Deuxville.

## Politique et administration
| Période                                  | Période                              | Identité                 | Étiquette | Qualité                                                      |
| ---------------------------------------- | ------------------------------------ | ------------------------ | --------- | ------------------------------------------------------------ |
| Les données manquantes sont à compléter. |                                      |                          |           |                                                              |
|                                          | avant février 1819                   | Joseph Thiesselin        |           |                                                              |
| 25 août 1850                             |                                      | Christophe Bouvier       |           |                                                              |
|                                          | juin 1870                            | Charpentier              |           | décédé en cours de mandat                                    |
| juin 1870                                |                                      | Jean-Joseph Perette      |           | nommé par le préfet                                          |
| Janvier 1876                             |                                      | Charles Barbier          |           |                                                              |
| février 1878                             |                                      | Croiset                  |           |                                                              |
| avant 1886                               | 1891                                 | Joseph-Alexandre Perette |           | démissionne en 1886 puis le même jour démissionne en 1891    |
| Juin 1891                                | août 1902                            | Lhuillier                |           | décédé en cours de mandat                                    |
|                                          | 1911                                 | Joseph Perette           |           | démissionnaire                                               |
| 12 février 1911                          | 26 août 1914                         | Jules Bajolet            |           | assassiné par un peloton bavarois sur le territoire de Crion |
| septembre 1914                           | après avril 1919 et avant avril 1920 | Victor Croiset           |           | « maire de guerre », a succédé à Jules Bajolet               |
| Avant mai 1926                           | après janvier 1941                   | Charles Boulanger        |           | Conseiller d'arrondissement                                  |
| avant septembre 1950                     |                                      | Beaudoin                 |           |                                                              |
| avant 1995                               | mai 2020                             | Alain Delarue            |           | Retraité de l'enseignement                                   |
| mai 2020                                 | En cours                             | Jean-Philippe Hadot,     | DVG       | Professeur des écoles ou instituteur ou assimilé             |

### Démographie
L'évolution du nombre d'habitants est connue à travers les recensements de la population effectués dans la commune depuis 1793. Pour les communes de moins de 10 000 habitants, une enquête de recensement portant sur toute la population est réalisée tous les cinq ans, les populations de référence des années intermédiaires étant quant à elles estimées par interpolation ou extrapolation. Pour la commune, le premier recensement exhaustif entrant dans le cadre du nouveau dispositif a été réalisé en 2004.

En 2022, la commune comptait 388 habitants, en évolution de −9,56 % par rapport à 2016 (Meurthe-et-Moselle : −0,13 %, France hors Mayotte : +2,11 %).
| 1793 | 1800 | 1806 | 1821 | 1831 | 1836 | 1841 | 1846 | 1851 |
| ---- | ---- | ---- | ---- | ---- | ---- | ---- | ---- | ---- |
| 316  | 342  | 407  | 402  | 418  | 478  | 541  | 571  | 560  |

| 1856 | 1861 | 1872 | 1876 | 1881 | 1886 | 1891 | 1896 | 1901 |
| ---- | ---- | ---- | ---- | ---- | ---- | ---- | ---- | ---- |
| 508  | 523  | 501  | 485  | 463  | 480  | 475  | 452  | 454  |

| 1906 | 1911 | 1921 | 1926 | 1931 | 1936 | 1946 | 1954 | 1962 |
| ---- | ---- | ---- | ---- | ---- | ---- | ---- | ---- | ---- |
| 448  | 399  | 335  | 281  | 267  | 262  | 235  | 261  | 304  |

| 1968 | 1975 | 1982 | 1990 | 1999 | 2004 | 2006 | 2009 | 2014 |
| ---- | ---- | ---- | ---- | ---- | ---- | ---- | ---- | ---- |
| 273  | 288  | 270  | 312  | 364  | 387  | 386  | 410  | 428  |

| 2019 | 2022 | - | - | - | - | - | - | - |
| ---- | ---- | - | - | - | - | - | - | - |
| 410  | 388  | - | - | - | - | - | - | - |

## Culture locale et patrimoine

### Lieux et monuments
- Église Saint-Epvre de Deuxville : chevet XIVe siècle, nef restaurée XXe.
- Monument aux morts au cimetière.
- Mémorial 79e RID.
- Château Saint-Evre (mentionné le 19 juin 1778 : archives départementales de Meurthe-et-Moselle en ligne, GG. 8).

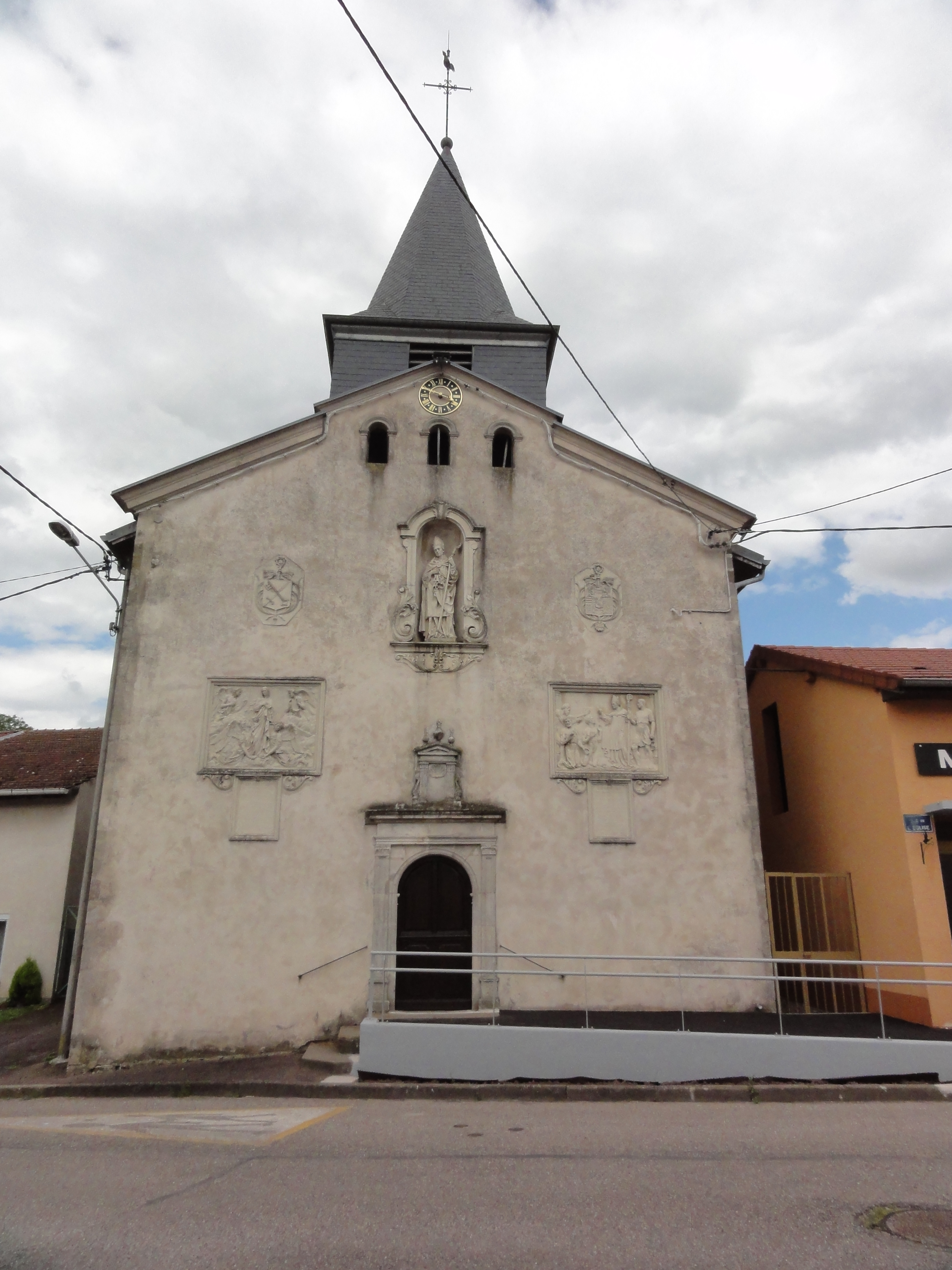
Église Saint-Epvre.
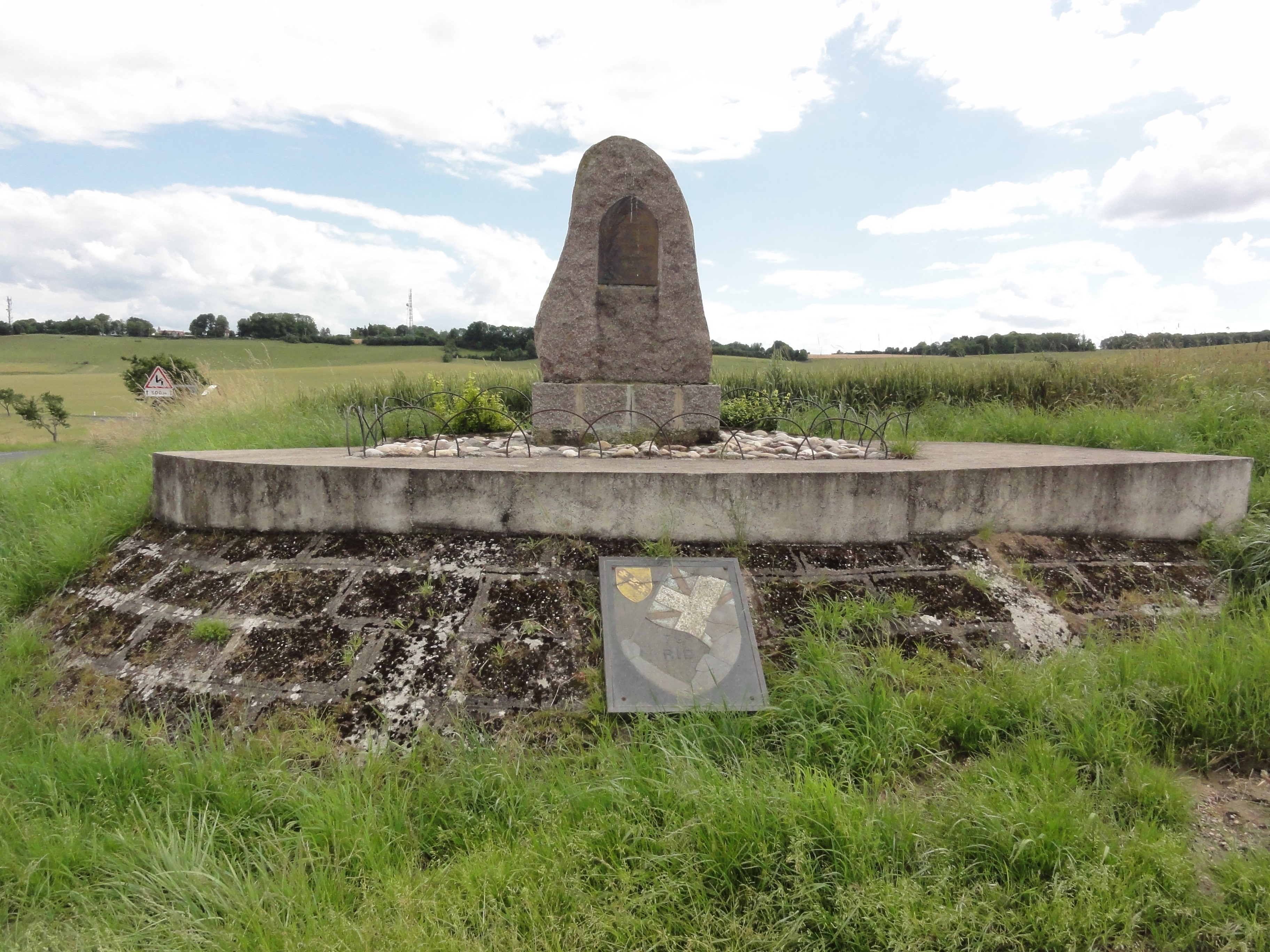
Mémorial 79e RID.
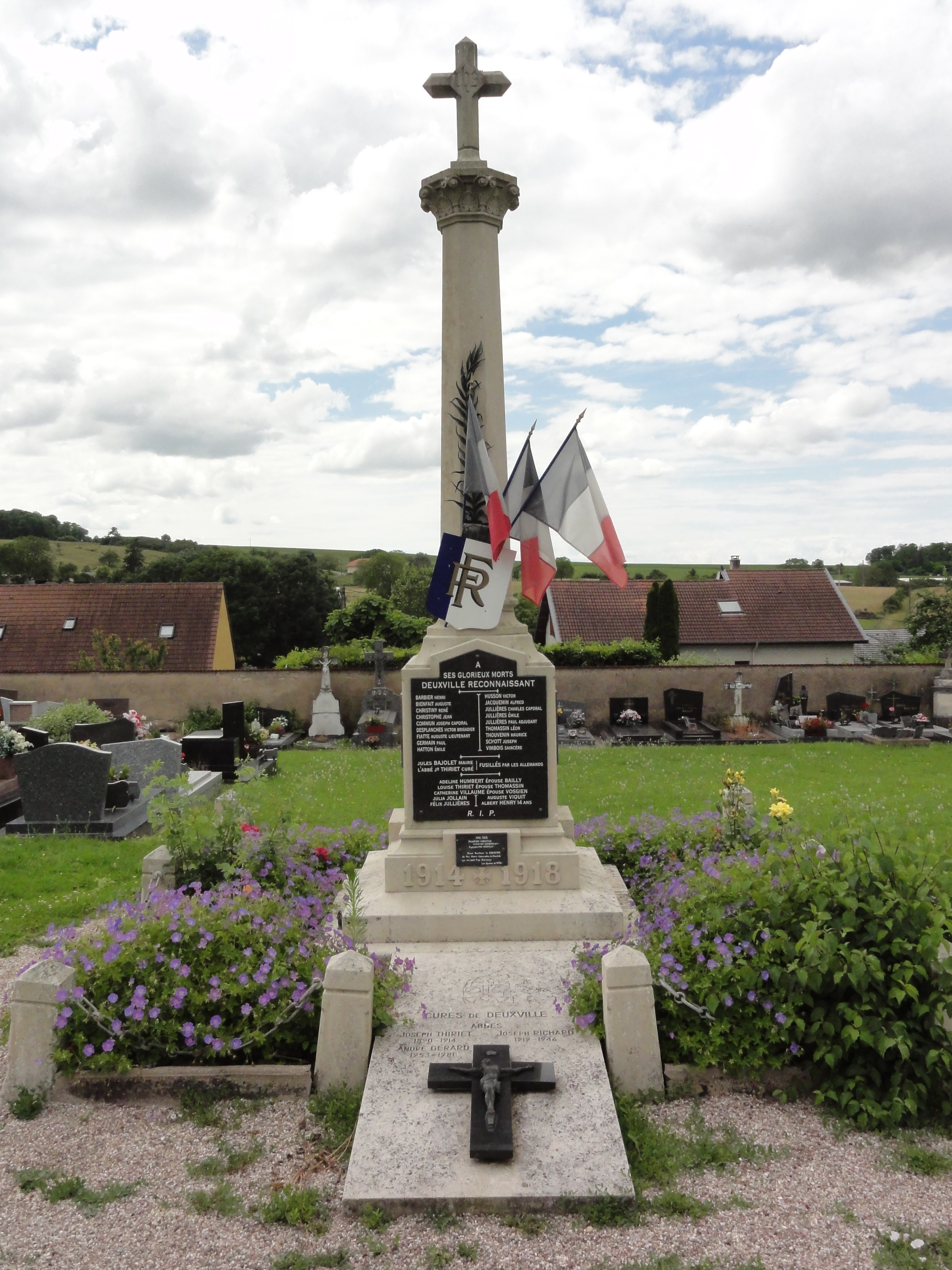
Monument aux morts.
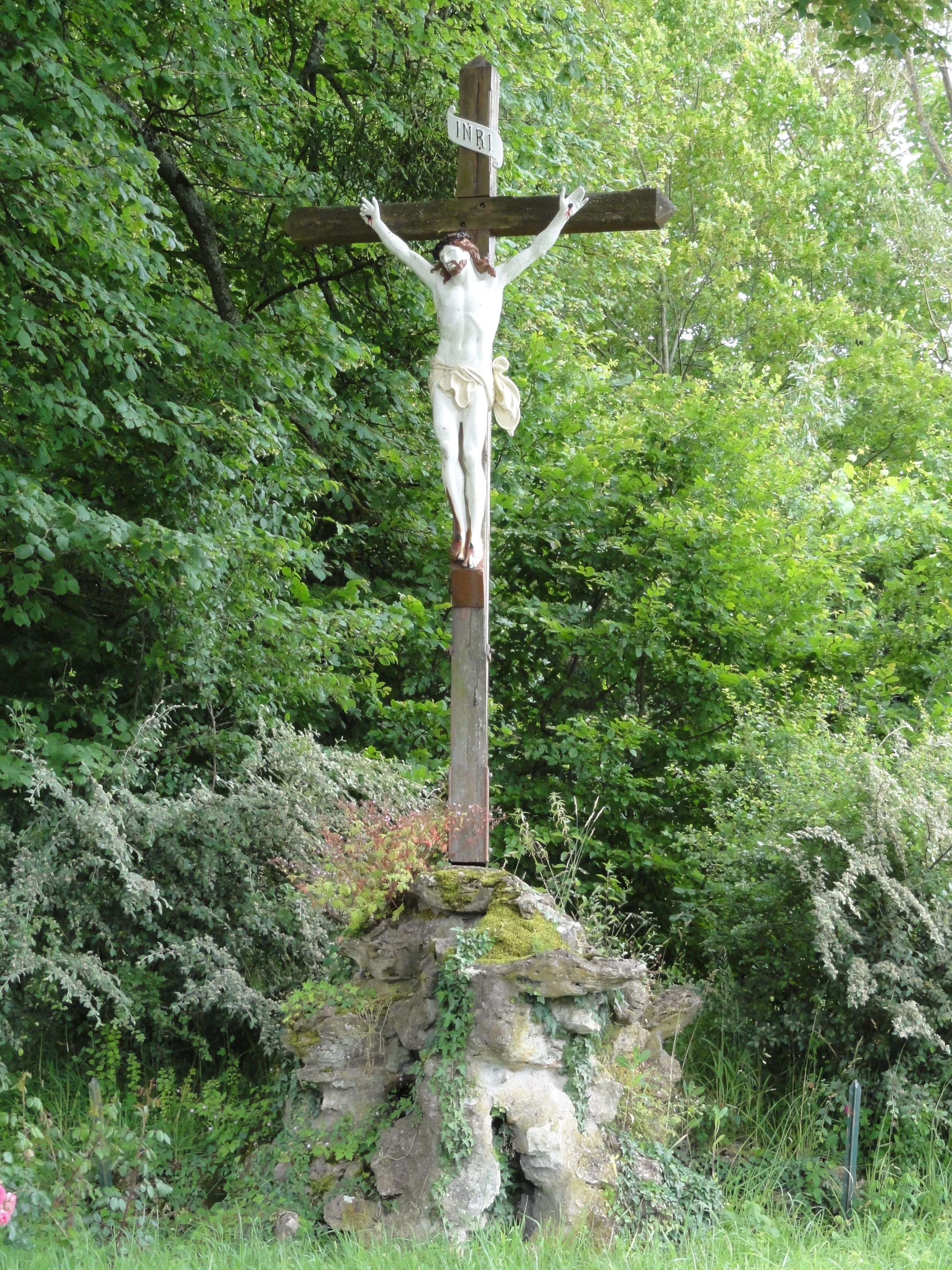
Croix de chemin.

### Héraldique
| Blason de Deuxville | Blason  | Blasonnement : parti de gueules et d'or au M majuscule couronné et à la hure de sanglier allumée et défendue d'argent de l'un en l'autre.                 |
| Blason de Deuxville | Détails | Le blason symbolise les hameaux originels avec le M de ste-Marie et la hure censée représenter st-Epvre. Le statut officiel du blason reste à déterminer. |